# Macchi-Castoldi M.C.72
Die Macchi-Castoldi M.C.72 war ein italienisches Wasserflugzeug, das zur Teilnahme an der Schneider-Trophy entwickelt wurde. Es wurde jedoch nicht mehr rechtzeitig zum letzten Wettbewerb 1931 fertig. Es hält bis heute den Geschwindigkeitsweltrekord für propellergetriebene Wasserflugzeuge.

## Geschichte
Der Erstflug erfolgte im Juni 1931. Aufgrund aerodynamischer Probleme im Zusammenspiel mit Triebwerksproblemen, deren Beseitigung erst im Frühjahr des nächsten Jahres gelang, stürzten jedoch drei Maschinen ab.

## Konstruktion

Macchi-Castoldi M.C.72

Das in vier Exemplaren von Macchi gebaute Flugzeug ist ein Einsitzer mit zwei Schwimmern. Konstruiert wurde es von Mario Castoldi. Die M.C.72 war mit zwei hintereinander angeordneten gegenläufigen Propellern ausgestattet, so dass sich die Drehmomente ausglichen. Der 24-Zylinder-V-Motor Fiat AS.6 bestand aus zwei Fiat-AS.5-Motoren, die hintereinander montiert waren. Die Konstruktion leistete in den ersten Ausführungen etwa 2.600 PS (ca. 1.900 kW).

## Nutzung

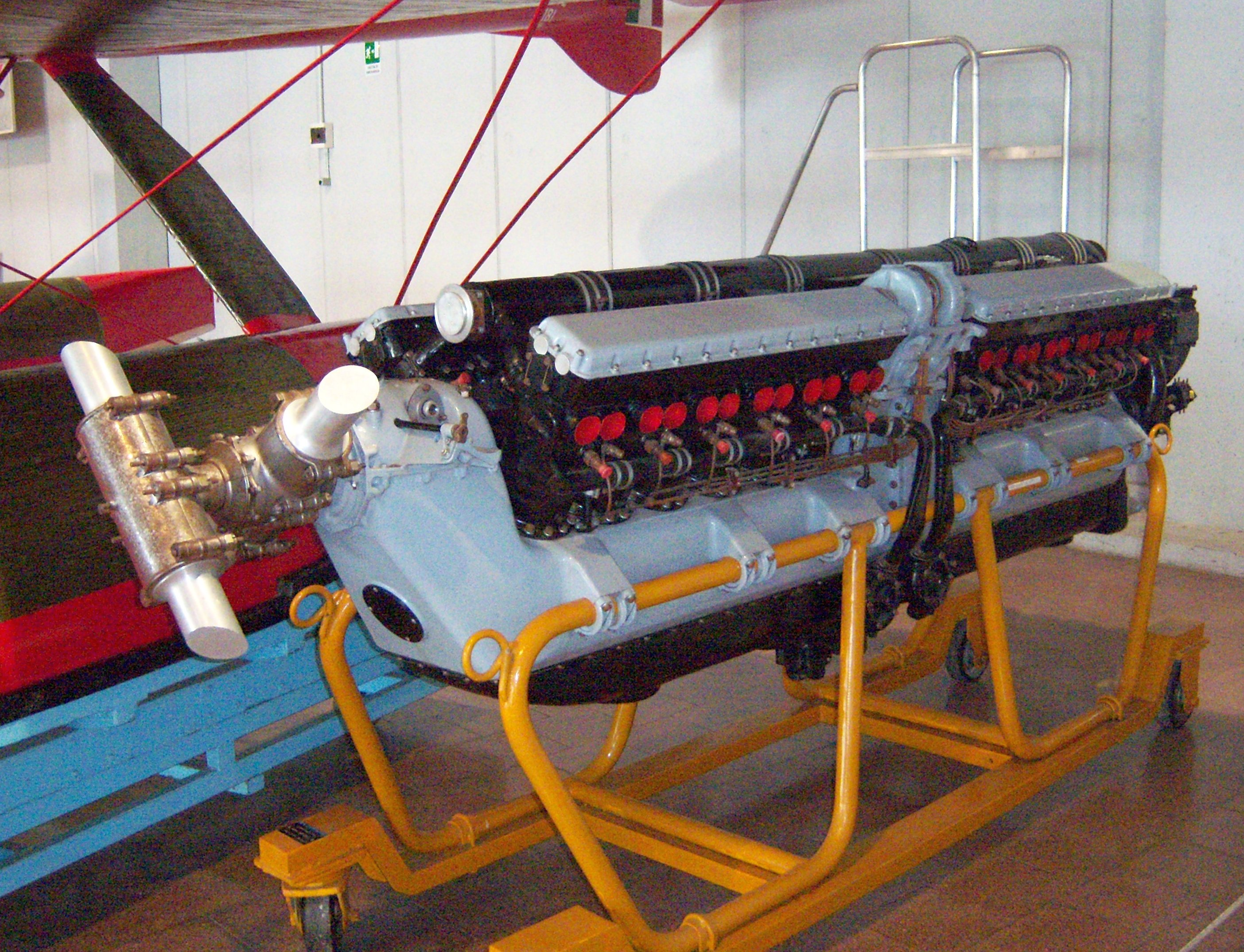
Fiat AS.6

Die Motorleistung des letzten Exemplars konnte später auf 3100 PS gesteigert werden. Mit dieser Maschine stellte der Pilot Francesco Agello am 23. Oktober 1934 über dem Gardasee mit 709,202 km/h (440,678 mph) einen Geschwindigkeitsweltrekord für Flugzeuge auf. Er wurde 1939 von Landflugzeugen (Heinkel He 100 und Messerschmitt Me 209) und erst 1961 von dem strahlgetriebenen Flugboot Berijew Be-10 gebrochen.

## Technische Daten

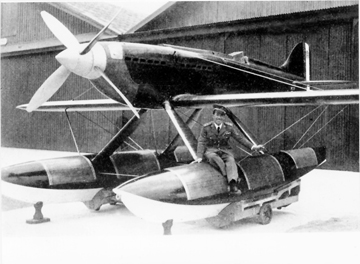
Macchi-Castoldi M.C.72

| Kenngröße             | Daten                               |
| --------------------- | ----------------------------------- |
| Besatzung             | 1                                   |
| Länge                 | 8,32 m                              |
| Spannweite            | 9,48 m                              |
| Höhe                  | 3,3 m                               |
| Flügelstreckung       | 6,3                                 |
| Leermasse             | 2800 kg                             |
| Startmasse            | 3025 kg                             |
| Höchstgeschwindigkeit | 709,202 km/h                        |
| Triebwerk             | Fiat AS.6 (2800 PS, später 3100 PS) |

## Erhaltene Flugzeuge

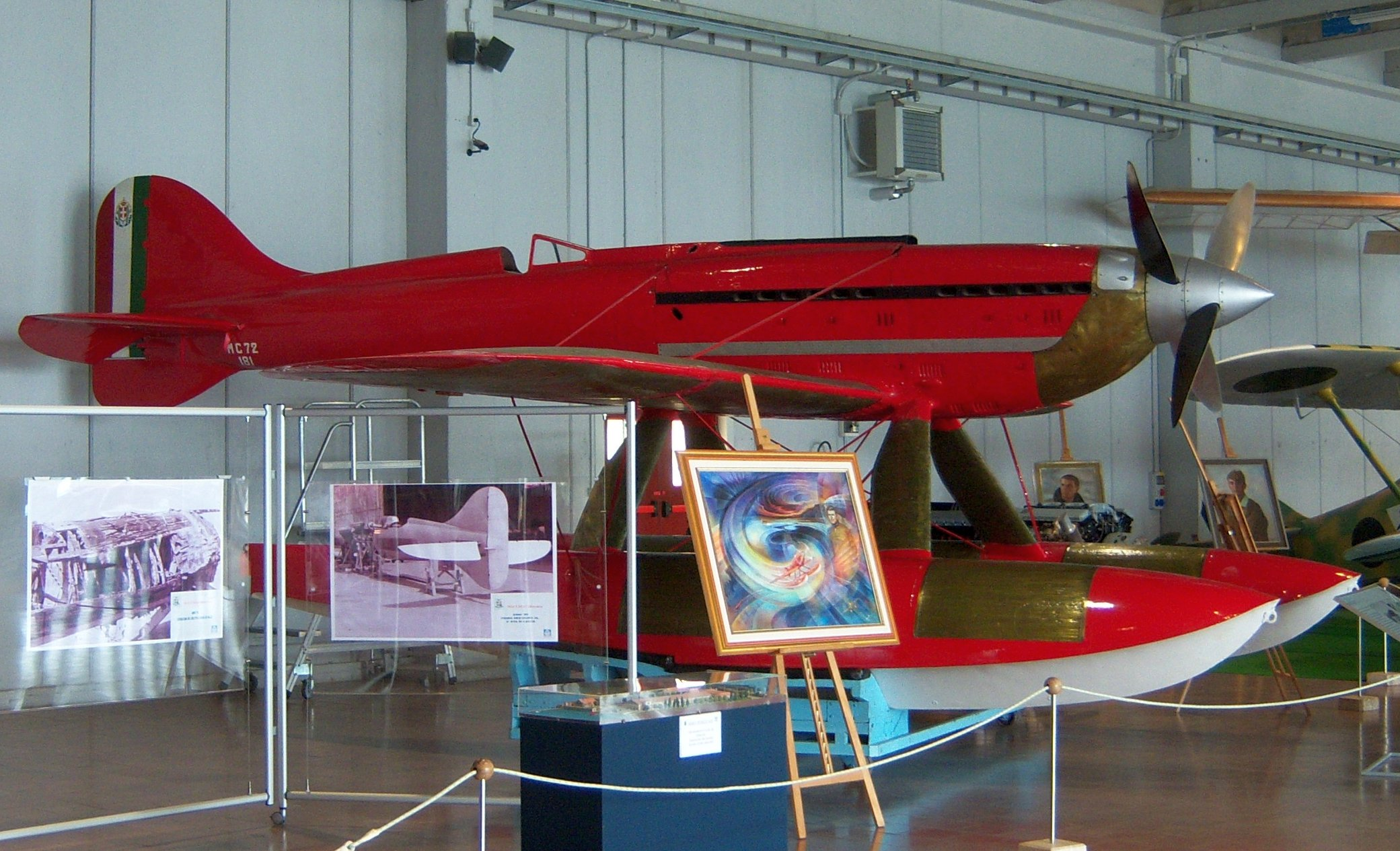
Macchi-Castoldi M.C.72 im Museo storico dell’Aeronautica Militare di Vigna di Valle

Das Rekordflugzeug befindet sich im Italienischen Luftfahrtmuseum Vigna di Valle.